# Anchoa belizensis
Anchoa belizensis is een straalvinnige vissensoort uit de familie van de ansjovissen (Engraulidae). De wetenschappelijke naam van de soort is voor het eerst geldig gepubliceerd in 1975 door Thomerson & Greenfield.